# Joana Lluïsa Mascaró Melià
Joana Lluïsa Mascaró Melià (Alaior, Menorca, 4 de juliol de 1959) és una política menorquina del PSM que ha estat Consellera Insular de Cultura. Casada amb Jaume Oliver Fiol, i amb una filla. Exercí de professora al CP Rei Jaume III de Llucmajor.
Al 1986 ingresa a l'agrupació del PSM de Llucmajor. A les eleccions municipals espanyoles de 1991 anà de número 5 a la llista, i no en sortí elegida. Fou vicepresidenta segona del Consell de Direcció Política del PSM Regidora del Partit Socialista de Mallorca-Entesa de Llucmajor des de les eleccions municipals espanyoles de 1995, en què anava de número dos a les llistes; passaren de no tenir representació a tenir dos regidors. Fou entrevistada a la revista local Llucmajor de Pinte en Ample després de ser elegida regidora.
La legislatura 1999-2003 fou cap del Servei d'Innovació de la Direcció General d'Ordenació i Innovació. Després de les eleccions al Parlament de les Illes Balears de 2003 en què Sebastià Serra i Busquets sortí elegit diputat per PSM-Entesa Nacionalista i renuncià al càrrec abans de començar (el 5 de juny de 2003), Mascaró entrà de diputada al seu lloc, el 19 de juny de 2003.
A les eleccions al Parlament Europeu de 2004, Joana Lluïsa Mascaró anà de número set (com a representant del PSM) dins la coalició Galeusca - Pobles d'Europa. Tot i així, només aconseguiren dos eurodiputats i sortí elegida.
A les eleccions al Parlament de les Illes Balears de 2007, el primer any en què es votà per separat els Consells i el Parlament, fou la número dos al Parlament per Bloc per Mallorca i a la vegada fou la cap de llista per la coalició Bloc per Mallorca al Consell Insular de Mallorca. Pel que fa al Parlament, aconseguí l'escó, però hi renuncià a l'inici de legislatura (5 de juliol de 2007) perquè fou nomenada Vicepresidenta segona i Consellera Insular de Cultura i Patrimoni del CIM. El 29 d'octubre de 2009 presentà la seva dimissió per centrar-se en la tasca de partit.
Es tornà a presentar i fou elegida diputada a les eleccions al Parlament de les Illes Balears de 2011 amb la coalició PSM-EN, Iniciativa Verds, Entesa per Mallorca (PSM-IV-ExM). Però el 27 de març de 2013 deixà el seu escó per la seva imputació en el Cas Camí. El 2 d'abril es fa efectiva la seva renuncia.
El 28 de maig de 2012 renuncià a la seva acta de regidora de Llucmajor després de 17 anys al càrrec, i 13 com a portaveu del seu grup. La substituí Miquel Àngel Serra Teruel com a regidor llucmajorer. Posteriorment fou desimputada del Cas Camí per part del jutge.